# شوجو ساساكي
شوجو ساساكي (باليابانية: 佐々木 翔悟) (مواليد 25 يوليو 2000) هو لاعب كرة قدم ياباني.

## وصلات خارجية
- شوجو ساساكي على موقع رابطة كرة القدم اليابانية للمحترفين (اليابانية)
- شوجو ساساكي على موقع قاعدة بيانات كرة القدم.إي يو (الإنجليزية)
- شوجو ساساكي على موقع Soccerway.com (الإنجليزية)
- شوجو ساساكي على موقع عالم كرة القدم.نت (الإنجليزية)